# 巴尔沃亚环形山
巴尔沃亚环形山（Balboa）是位于月球正面西边缘上的一座撞击坑，约形成于前酒海纪或酒海纪，其名称取自西班牙征服者和探险家瓦斯科·努涅斯·德·巴尔沃亚（1475年-1519年），1964年被1964年被国际天文联合会批准接受。

## 描述

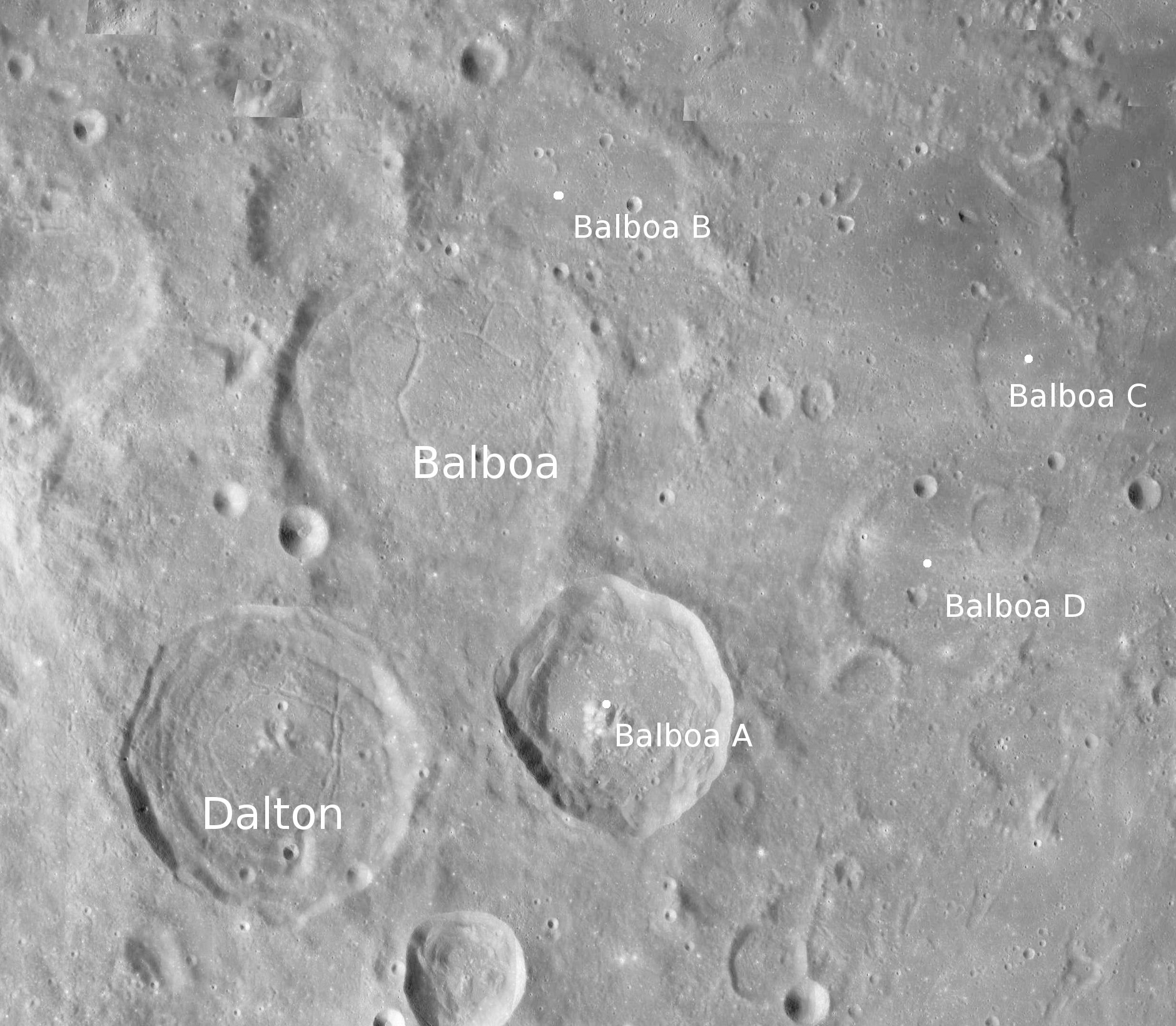
巴尔沃亚环形山周边图，月球勘测轨道飞行器 拍摄。

由于透视缘故，从地球上看巴尔沃亚环形山呈高度椭圆状，但实际其外形较圆，大小与西南相连的道尔顿环形山相当，
陨坑山的东侧边缘正对着风暴洋，中心月面坐标为19°14′N 83°19′W / 19.24°N 83.31°W，
直径69.219公里，深度2754米。
巴尔沃亚环形山的边缘已磨损和侵蚀，但东西二侧边缘较为完整，保留有阶地结构，坑壁高出周边地形1280米，内部容积4237.18公里³。碗形的陨坑内部已被早前的熔岩填塞，地表上，尤其是北侧附近显示有月溪系统。

巴尔沃亚环形山南面的卫星坑巴尔沃亚 A是一座结构完好的撞击坑，边缘尖峭，带有凹口，坑底形状不规则，直径略小于西侧的道尔顿陨石坑。

## 卫星陨石坑

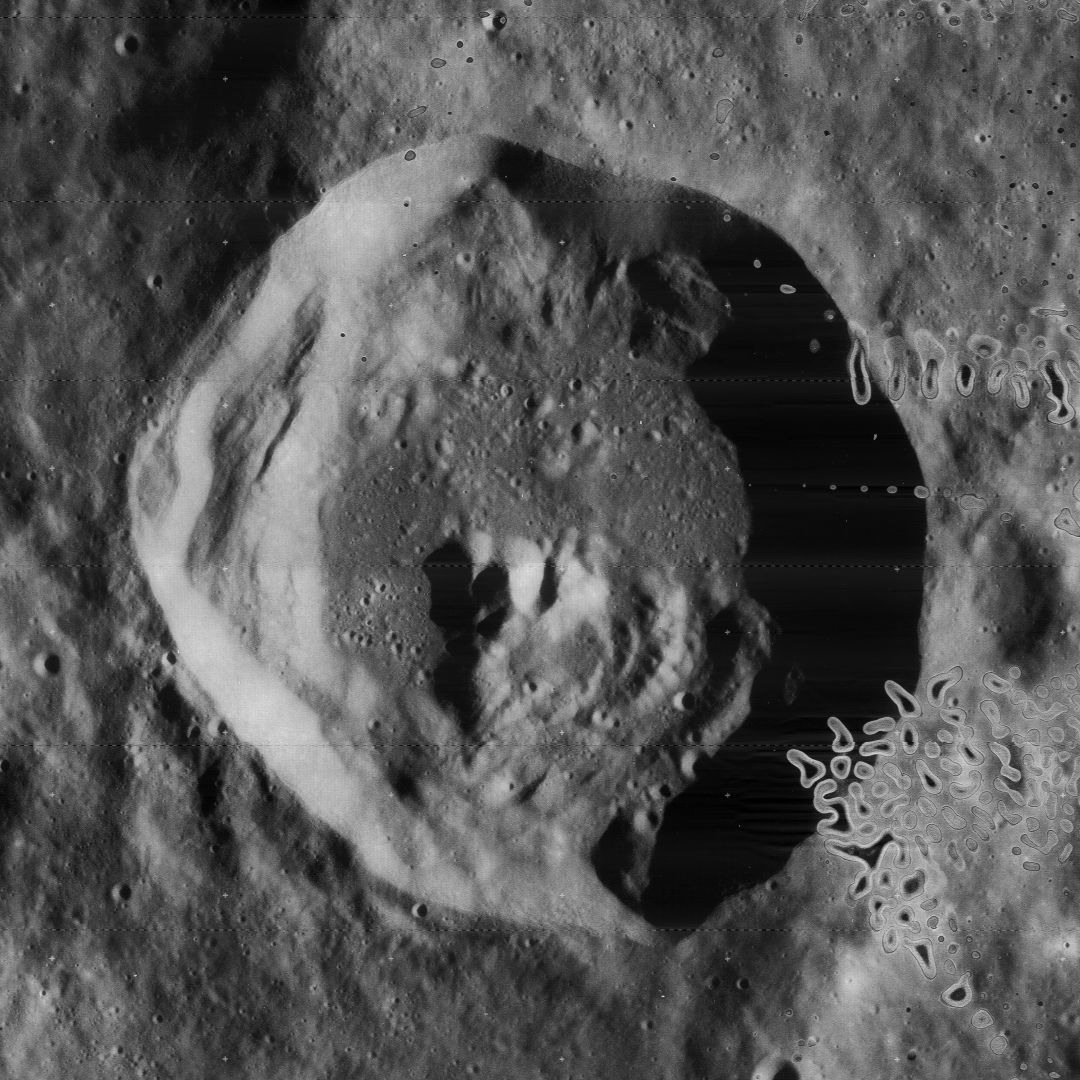
卫星坑巴尔沃亚 A

按照惯例，最靠近巴尔沃亚环形山的卫星坑在月图上以字母标注在该坑中心点的旁边。
| 巴尔沃亚 | 纬度    | 经度    | 直径    |
| -------- | ------- | ------- | ------- |
| A        | 17.4° N | 81.9° W | 47 公里 |
| B        | 20.3° N | 82.3° W | 62 公里 |
| C        | 19.6° N | 79.1° W | 27 公里 |
| D        | 18.2° N | 79.7° W | 40 公里 |

- 卫星坑巴尔沃亚 A拥有一座1000米高的中央峰[5]；
- 卫星坑巴尔沃亚 A约形成于爱拉托逊纪[1]；
- 卫星坑巴尔沃亚 B约形成于前酒海纪[1]。